# Ellie Beer
Ellie Beer, född 3 januari 2003, är en australisk friidrottare. Hon deltog vid olympiska sommarspelen 2020.